# Rena humilis
Espèce
Synonymes
- Leptotyphlops humilis (Baird & Girard, 1853)
- Stenostoma tenuiculum Garman, 1884
- Leptotyphlops humilis slevini Klauber, 1931
- Leptotyphlops humilis utahensis Tanner, 1938
- Leptotyphlops humilis cahuilae Klauber, 1939
- Leptotyphlops humilis levitoni Murphy, 1975
- Leptotyphlops humilis lindsayi Murphy, 1975
- Leptotyphlops humilis chihuahuaensis Tanner, 1985

Statut de conservation UICN

 LC  : Préoccupation mineure
Rena humilis est une espèce de serpents de la famille des Leptotyphlopidae.

## Répartition
Cette espèce se rencontre aux États-Unis en Californie, au Nevada, en Arizona, au Nouveau-Mexique et au Texas et au Mexique en Basse-Californie, au Sonora, au Chihuahua, au Sinaloa, au Coahuila, au Durango et au San Luis Potosí.

## Liste des sous-espèces
Selon The Reptile Database (8 septembre 2015) :
- Rena humilis cahuilae (Klauber, 1939)
- Rena humilis chihuahuaensis (Tanner, 1985)
- Rena humilis humilis Baird & Girard, 1853
- Rena humilis levitoni (Murphy, 1975)
- Rena humilis lindsayi (Murphy, 1975)
- Rena humilis segregus (Klauber, 1939)
- Rena humilis tenuiculus (Garman, 1883)
- Rena humilis utahensis (Tanner, 1938)

## Taxinomie
Les sous-espèces Rena humilis dugesii et Rena humilis segregus ont été élevées au rang d'espèces.

## Publications originales
- Baird & Girard, 1853 : Catalogue of North American Reptiles in the Museum of the Smithsonian Institution. Part 1.-Serpents. Smithsonian Institution, Washington, p. 1-172 (texte intégral).
- Garman, 1884 "1883" : The reptiles and batrachians of North America. Memoirs of the Museum of Comparative Zoology, Cambridge (Massachusetts), vol. 8, no 3, p. 1-185 (texte intégral).
- Klauber, 1939 : The worm snakes of the genus Leptotyphlops in the United States and Northern Mexico. Transactions of the San Diego Society of Natural History, vol. 9, no 18, p. 87-162 (texte intégral).
- Murphy, 1975 : Two new blind snakes (Serpentes: Leptotyphlopidae) from Baja California, Mexico with a contribution to the biogeography of peninsular and insular herpetofauna. Proceedings of the California Academy of Sciences, sér. 4, vol. 40, no 5, p. 93-107 (texte intégral).
- Tanner, 1938 : A new subspecies of worm snake from Utah. Proceedings of the Utah Academy of Sciences, Arts and Letters, vol. 15, p. 149-150.
- Tanner, 1985 : Snakes of Western Chihuahua. Great Basin Naturalist, vol. 45, no 4, p. 615-676 (texte intégral).